# Bergs oljehamn

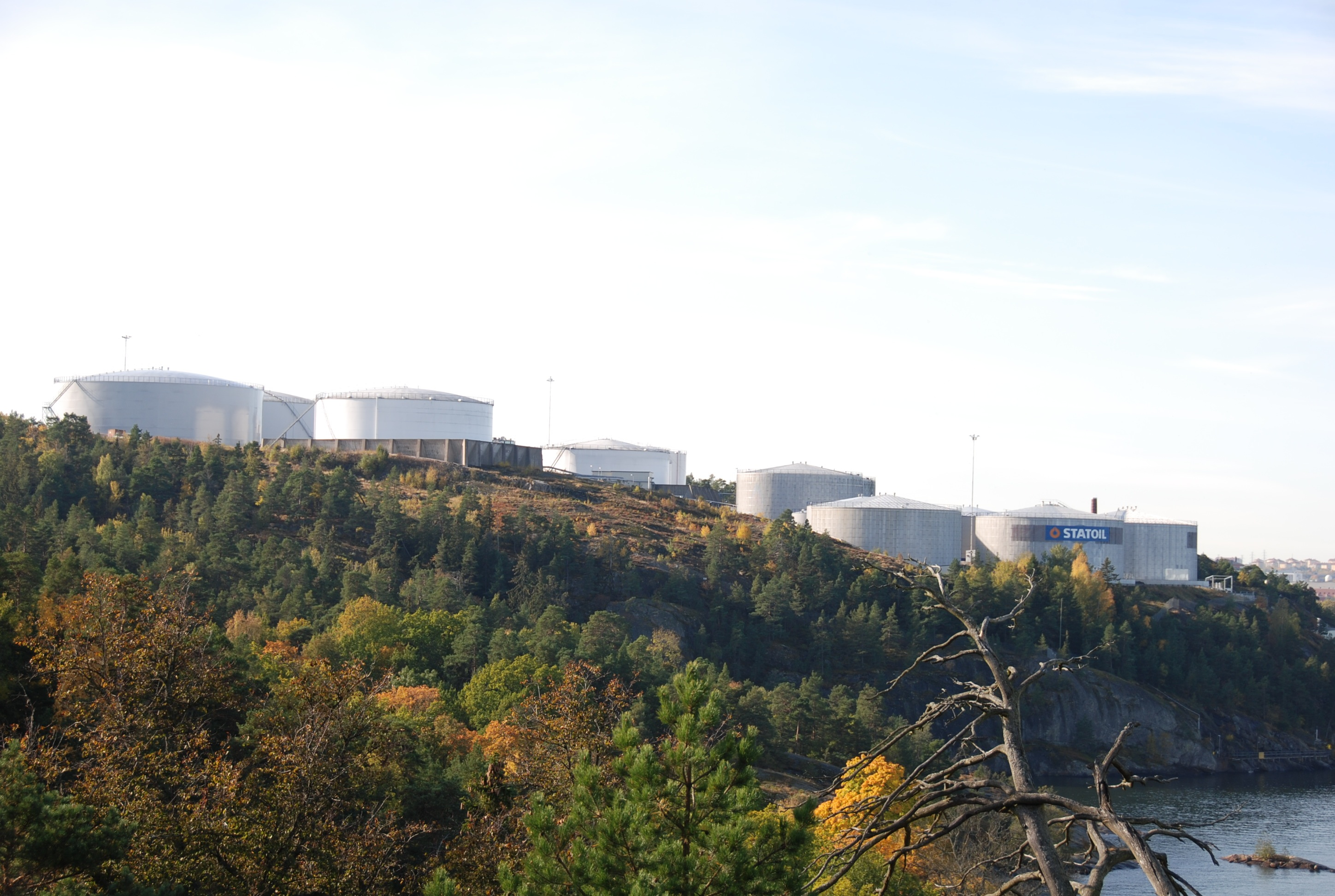
Bergs oljehamn sedd från Nyckelviken

Bergs oljehamn anlades 1959 och ligger vid Saltsjön mellan Nacka Strand och Nyckelviken i Nacka kommun, Stockholms län. 
På samma plats låg tidigare Bergs gård som uppfördes i början av 1900-talet. Gården var bostad åt gulddragaren Björk och hans familj.
Oljehamnen med sina oljedepåer och cisterner ägs av Circle K och används för att försörja kunder i området runt Stockholm, bort till Nyköping, Eskilstuna och Uppsala med olika petroleumprodukter i form av bensin, eldningsolja och flygbränsle. Volymmässigt sker intransporter med tio tankfartyg om 10.000 kubikmeter per månad, och uttransporten sker med 70 tankbilar per dag.
Cirkle K har ett arrendeavtal som gäller till 2036. I samband med en total översyn av Stockholmsområdets olje- och bränsleförsörjning som pågått sen 2003, har placeringen av Bergs oljehamn ansetts som mindre lämplig med hänsyn till de närliggande bostadsområdena i Nacka Strand och Jarlaberg. 